# Antônio Câmara
Antônio Severiano da Câmara Filho (João Câmara, 13 de junho de 1938 – Natal, 25 de agosto de 2021) foi um político brasileiro do estado do Rio Grande do Norte (RN), filho de Antônio Severiano da Câmara e de Maria Amélia Soares da Câmara. Dentre seus principais cargos políticos, Antônio Câmara foi secretário-geral do Partido do Movimento Democrático Brasileiro (PMDB) em 1982 e  deputado federal constituinte de 1988 a 1991.

## Trajetória política
Antônio Severiano da Câmara Filho formou-se academicamente no curso de bacharelado em Ciências Jurídicas e Sociais pela Faculdade de Direito da Universidade Federal do Rio Grande do Norte (UFRN) em 1964, ano inicial da Ditadura Militar no Brasil. Em novembro de 1966, dois anos depois de ter se formado em Ciências Jurídicas e Sociais, Antônio da Câmara foi eleito deputado estadual pelo Movimento Democrático Brasileiro (MDB), partido que fazia oposição ao regime militar vigente até o ano de 1985. Após seu primeiro mandato de deputado estadual pelo MDB que começou em 1967, Antônio Câmara foi reeleito sucessivamente em 1970, 1974 e 1978.
Em 1979, Antônio da Câmara Filho foi nomeado líder do MDB, partido que, em novembro do mesmo ano, filiou-se ao Partido do Movimento Democrático Brasileiro (PMDB) por conta da reformulação partidária. Em 1982, Antônio da Câmara Filho foi eleito secretário-geral do PMDB, partido ao qual é filiado até hoje pelo estado do Rio Grande do Norte.
Enquanto secretário-geral do PMDB, em 1982 Antônio Câmara denunciou ao Tribunal Regional Eleitoral (TRE) do Rio Grande do Norte (RN) o secretário do Interior e Justiça, Manuel de Brito, e Efren de Lima, presidente do Banco de Desenvolvimento do Estado, por terem liberado o uso das repartições que eles dirigiam durante a campanha eleitoral da época. Acolhendo a denúncia de Antônio Câmara, o TRE do Rio Grande do Norte seguiu com o processo para a Procuradoria da República.
Nas eleições de 1982, Antônio Câmara foi eleito deputado federal pelo Rio Grande do Norte, através do PMDB, tomando posse no dia 1 de fevereiro de 1983, um mês após ter encerrado seu mandato como deputado estadual. Durante sua primeira legislatura como deputado federal, Antônio Câmara foi suplente da Comissão de Agricultura e Política Rural e foi o titular da Comissão de Economia, Indústria e Comércio. Em abril de 1984, Antônio Câmara votou a favor da Emenda Dante de Oliveira, proposta que previa a volta das eleições diretas para Presidente da República, uma vez que desde 1984 o país se via frente à Ditadura Militar. Entretanto, a Emenda Dante de Oliveira não vingou pela falta de 22 votos que encaminhariam a proposta para o Senado Federal. Logo em seguida, Antônio Câmara apoiou o candidato Tancredo Neves durante a reunião do Colégio Eleitoral em janeiro de 1985.
Em novembro de 1986, Antônio Câmara foi eleito deputado federal constituinte por meio do PMDB e iniciou a legislatura no dia 1 de fevereiro de 1987. De 1987 a 1988, Antônio Câmara também liderou o diretório estadual do PMDB.
Dentre os principais posicionamentos políticos de Antônio Câmara expostos em votos durante seu período como deputado federal estão o apoio ao turno ininterrupto de seis horas dos trabalhadores, o aviso prévio proporcional em caso de demissão, o presidencialismo, a possibilidade de voto aos 16 anos, a proibição do comércio de sangue, entre outras medidas. Antônio Câmara também se posicionou contra a demissão sem justa causa, mas se ausentou das sessões que debateram a descriminalização do aborto, criação de fundo para a reforma agrária e o limite para os encargos da dívida externa.
Na Assembleia Nacional Constituinte, Antônio Câmara foi nomeado Segundo-Vice-Presidente da Subcomissão dos Direitos e Garantias Individuais e da Comissão da Soberania e dos Direitos e Garantias do Homem e da Mulher no ano de 1987 e também foi designado Suplente da Subcomissão da Família, do Menor e do Idoso da Comissão da Família; da Educação; Cultura e Esportes; da Ciência e Tecnologia; e da Comunicação no mesmo ano.
Em fevereiro de 1991, Antônio Câmara deixou a Câmara dos Deputados sem tentar uma reeleição. Entretanto, no mesmo ano, ele foi conselheiro do Tribunal de Contas do Rio Grande do Norte, onde foi responsável por presidir a Primeira Câmara no ano de 1994, a Segunda Câmara em 1995 e o Tribunal de Contas em si durante 1997 e 1998. No ano seguinte, Antônio Câmara foi indicado para ser Conselheiro Corregedor de 1999 a 2000.
Em novembro de 2017, na Sessão Solene em comemoração dos 60 anos do Tribunal de Contas do Estado do Rio Grande do Norte – TCE/RN, Antônio Câmara foi homenageado por sua atuação no órgão desde 1991. faleceu no dia 25 de Agosto de 2021 em decorrência de um câncer, aos 83 anos de idade, O ex-deputado deixa quatro filhos.